# Confederazione italiana fra le associazioni combattentistiche e partigiane

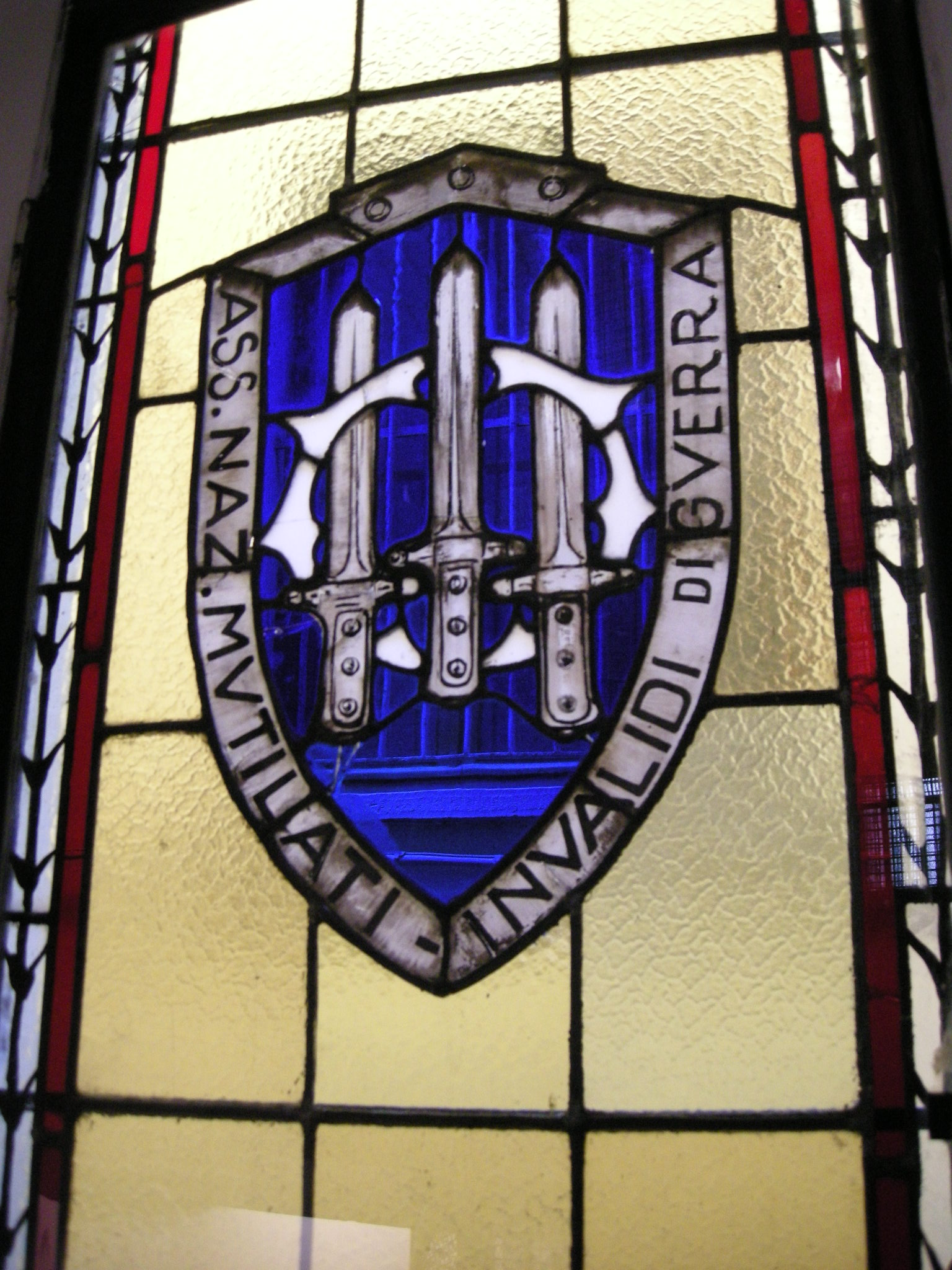
Vetrata con lo stemma dell'Associazione nazionale mutilati e invalidi di guerra

La Confederazione italiana fra le associazioni combattentistiche e partigiane, nata nel 1979, comprende associazioni di combattenti, mutilati ed invalidi di guerra, partigiani, orfani e famiglie dei caduti, reduci dalla prigionia, internati e deportati nei campi di concentramento e campi di sterminio.

## Elenco delle associazioni
1. Gruppo delle medaglie d'oro al valor militare d'Italia (MOVM)
2. Associazione nazionale mutilati e invalidi di guerra (ANMIG)
3. Istituto Nazionale del nastro azzurro fra decorati al valor militare
4. Associazione nazionale combattenti e reduci (ANCR)
5. Associazione nazionale famiglie caduti e dispersi in guerra
6. Associazione nazionale combattenti forze armate regolari guerra di Liberazione (ANCFARGL)
7. Associazione nazionale reduci dalla prigionia, dall’internamento e dalla guerra di liberazione e loro familiari (ANRP)
8. Associazione Nazionale Partigiani d'Italia (ANPI)
9. Federazione italiana volontari della libertà (FIVL)
10. Federazione italiana delle associazioni partigiane (FIAP)
11. Associazione Nazionale Veterani e Reduci Garibaldini (ANVRG)
12. Associazione Nazionale ex internati
13. Associazione Nazionale Vittime Civili di Guerra (ANVCG)
14. Unione Nazionale Mutilati per Servizio
15. Associazione nazionale ex deportati politici nei campi nazisti (ANED)
16. Associazione Italiana Combattenti volontari antifascisti in Spagna (AICVAS)
17. Associazione Nazionale Perseguitati Politici Italiani Antifascisti (ANPPIA)
18. Associazione Italiana Combattenti Interalleati (AICI)
19. Associazione Nazionale Famiglie Italiane Martiri caduti per la libertà della Patria (ANFIM)
20. Associazione Italiana ciechi di guerra (AICG)
21. Associazione Nazionale Partigiani Cristiani (ANPC) anpcnazionale.com/ (ANPC)

## Struttura
La sede centrale è a Roma. Il presidente nazionale è attualmente il Prof. Claudio Betti. Le sezioni locali delle associazioni aderenti alla Confederazione possono dare vita a comitati d'intesa periferici su base locale (provinciale, comunale, ecc.).

## Finalità
Ha tra le proprie finalità quella di tramandare, in modo unitario, alle giovani generazioni i valori e gli ideali democratici e di pace per la difesa ed il pieno rispetto alla Costituzione repubblicana.
Questi principi sono stati di recente riaffermati nel Manifesto per il 60° della Costituzione rivolto dalla Confederazione agli organi istituzionali in occasione della ricorrenza.
Breve storia
Fondata di fatto il 24 maggio 1979, la Confederazione è stata per decenni un punto di riferimento per la memoria storica, l'antifascismo e la promozione dei valori costituzionali, pur operando senza una struttura giuridicamente formalizzata. Tra le sue prime iniziative si annoverano l’Incontro Mondiale degli Ex Combattenti per il Disarmo (Roma, 1979), alla presenza del Presidente della Repubblica, e la manifestazione nazionale "Per la Pace e per la difesa delle Istituzioni democratiche" (Roma, 31 ottobre 1982), cui parteciparono oltre 50.000 ex combattenti e più di 500 sindaci italiani.
Nel corso degli anni, la Confederazione ha ricevuto numerosi riconoscimenti istituzionali, tra cui compiti di coordinamento per le celebrazioni del 50º anniversario della Resistenza (legge 14 luglio 1993, n. 248), nonché specifici stanziamenti legislativi per il 70º e 80º anniversario della Liberazione.
Il 16 luglio 2025, con l’approvazione ufficiale dello Statuto da parte della Conferenza dei Presidenti, è stata completata la formalizzazione giuridica della Confederazione.